# Lenny Moore
Leonard Edward Moore (Reading, 25 novembre 1933) è un ex giocatore di football americano statunitense che ha giocato nel ruolo di halfback per tutta la carriera con i Baltimore Colts della National Football League (NFL). È stato inserito nella Pro Football Hall of Fame nel 1975. È lo zio dell'ex giocatore NBA Donyell Marshall.

## Carriera professionistica
Moore fu sia un grande ricevitore che un grande corridore. Giocò sia nel reparto delle corse come halfback che in campo aperto come ricevitore, risultando ugualmente pericoloso in entrambi i ruoli dell'attacco guidato dal quarterback Johnny Unitas. Moore mantenne una media di 7,0 yard per corsa in diverse stagioni. Nel 1957 ricevette 40 passaggi per 687 yard e 7 touchdown, la prima di cinque stagioni consecutive in cui ricevette 40 o più passaggio. Nel 1958 ricevette un record in carriera di 50 passaggi per 938 yard e 7 touchdown, contribuendo alla vittoria del campionato NFL da parte dei Colts. La stagione successiva ricevette 47 passaggi per 846 yard e sei touchdown, coi Colts che si riconfermarono campioni.
Dopo essersi infortunato nel 1962 ed aver perso il proprio ruolo da titolare, Moore giocò una delle sue migliori stagioni a livello statistico nel 1964 quando segnò 20 touchdown, coi Colts che terminarono la stagione regolare con un record di 12-2 arrivando in finale di campionato per la settima volta in sette stagioni.
Moore segnò un touchdown in un record NFL di 18 gare consecutive partendo dal 1963, continuando per l'intera stagione 1964 fino al 1965. Questo record resistette per 40 anni prima di essere pareggiato da LaDainian Tomlinson nel 2005. Dal momento che questa striscia fu interrotta per una striscia di cinque partite per infortunio nel 1963, la NFL non considera questo record ufficiale.

## Palmarès

### Franchigia
- Campionati NFL : 2

Baltimore Colts: 1958, 1959

### Individuale
- Convocazioni al Pro Bowl

1956, 1958, 1959, 1960, 1961, 1962, 1964
- All-Pro: 7

1956, 1957, 1958, 1959, 1960, 1961, 1964
- Rookie dell'anno - 1956
- Leader della NFL in touchdown su corsa: 1

1964
- Formazione ideale della NFL degli anni 1950
- Numero 24 ritirato dai Baltimore Colts
- Formazione ideale del 100º anniversario della National Football League
- Classificato al #94 tra i migliori cento giocatori di tutti i tempi da NFL.com
- Pro Football Hall of Fame